# Aphelinus atriplicis
Aphelinus atriplicis är en stekelart som beskrevs av Kurdjumov 1913. Aphelinus atriplicis ingår i släktet Aphelinus och familjen växtlussteklar.
Artens utbredningsområde är:
- Ungern.
- Ukraina.

Inga underarter finns listade i Catalogue of Life.